# ノースコル
ノースコル（英語: North Col, 中国語: 北坳, 拼音: Běi Ào, チベット語: Chang La（チャン・ラ））は、チベットにある世界最高峰のエベレストとその付属峰であるチャンツェの間の鞍部（コル）である。氷河によって刻まれた峠であり、東ロンブク氷河の上部を形成している。

## 概要
登山者が中国側の北稜を通ってエベレストに登頂する場合、最初のキャンプ（伝統的には第4キャンプ、現在では第1キャンプ）がノースコルに設営される。海抜約7,020メートルのこの地点から、登山者は北稜を登り、エベレスト北面に沿って次第に高くなる一連のキャンプにたどり着く。登山者は海抜8,230メートルの第4キャンプから、山頂へのアタックを行う。
ノースコルへの初到達は、1921年のイギリス隊によるエベレスト偵察探検中の1921年9月23日にジョージ・マロリー、オリバー・ウィーラー、ガイ・ブロックによってなされた。西洋人がエベレストに足を踏み入れたのは、これが初めてのことだった。ノースコルの発見者は長らくマロリーであるとされてきたが、実際には、マロリーがその存在を確認する1週間ほど前にウィーラーが発見していた。その後の1920年代と1930年代の探検隊は、ノースコルを使ってのエベレストへの登頂を試みた。

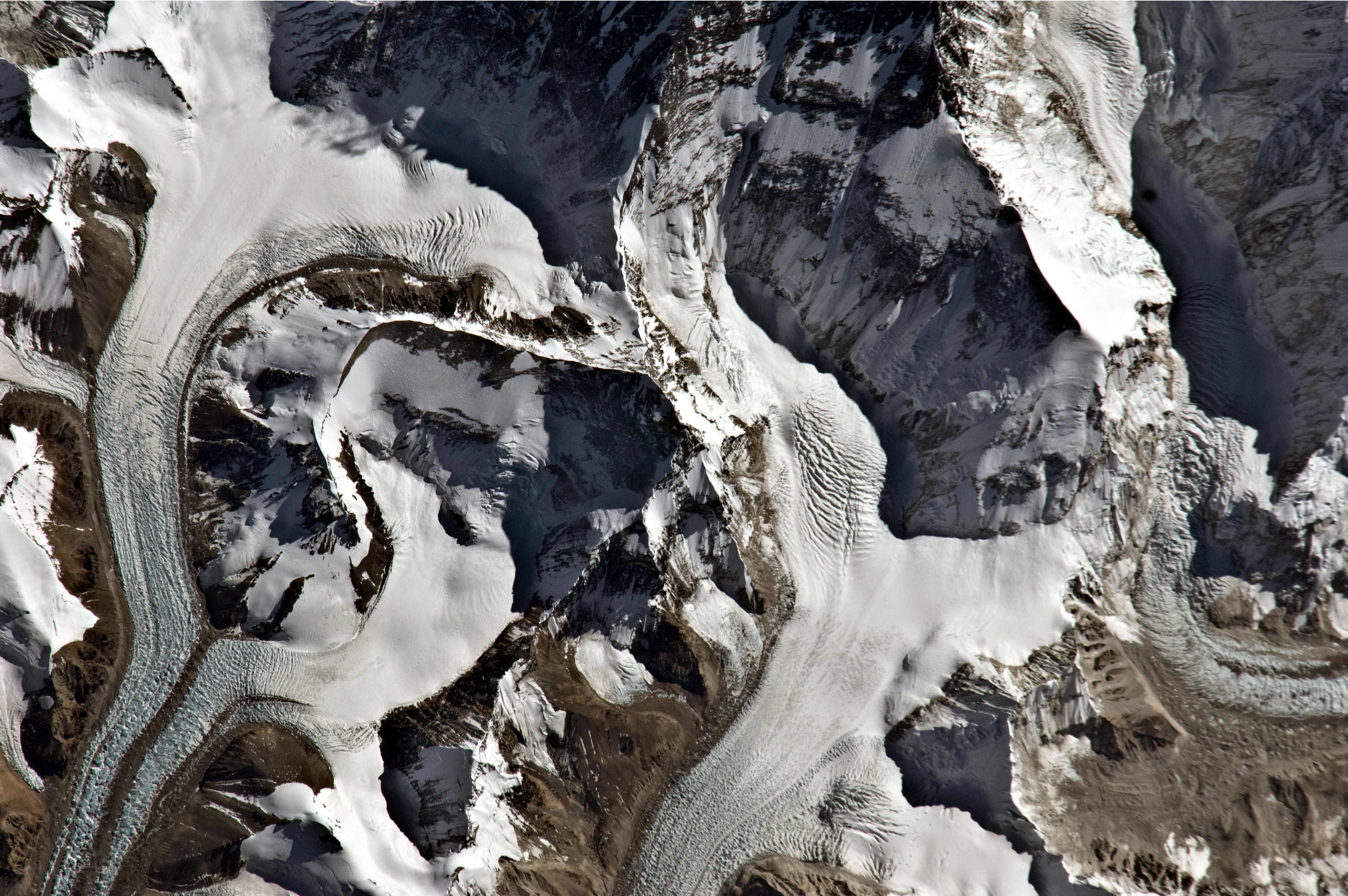
宇宙飛行士が撮影した写真によるノースコル（画面中央）

## 外観
この画像は南が上になっている。ノースコルはサウスコルよりも低く、エベレスト山頂から遠い。

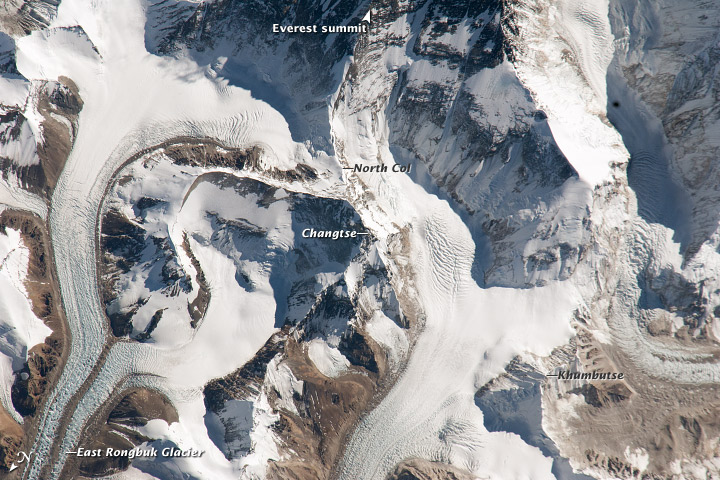
ノースコル